# Alba Roqueta
Alba Roqueta (Artés, Bages, 1962) és una pintora catalana establerta des del 1986 a Castell d'Aro. Ha fet desenes d'exposicions a Catalunya, Santiago de Compostela, França i Holanda.
Es va iniciar com a pintora amb Domènec Fita a l'Expoart de Girona, el dibuixant Avallone, l'Escola Massana de Barcelona, al Centre Cultural La Mercè de Girona i al Cercle Artístic Sant Lluc de Barcelona. L'any 2006 va obtenir una menció especial per la seva obra al Premi de pintura internacional Zurbarán. Des del 2012 ha estat la comissària de la “Trobada d'Art de Galicia a l'Empordà’.
Ha fet pintures de sis alcaldes d'Artés. Entre els llocs on ha exposat hi ha Santa Cristina d'Aro, Ca la Pruna de Pals (2013), la capella de Sant Antoni de Torroella de Montgrí (2014), el celler Espelt de Vilajuïga (2015), i la Mediateca Ludovic Massé de Ceret (2015).